# برادي بار
برادي بار (بالإنجليزية: Brady Barr)‏ هو عالم حيوانات أمريكي، ولد في 4 يناير 1963 في فورت وورث في الولايات المتحدة.

## وصلات خارجية
- الموقع الرسمي
- برادي بار على موقع IMDb (الإنجليزية)